# Bubo scandiacus
Il gufo delle nevi (Bubo scandiacus (Linnaeus, 1758) è un uccello della famiglia degli Strigidi. Il gufo delle nevi è l'uccello ufficiale del Québec.
Noto in Italia anche col nome di civetta delle nevi o barbagianni reale, la sua denominazione scientifica è stata Nyctea scandiaca fino al 2002, quando uno studio sulla sequenza cromosomica (Olsen et al. 2002) ne ha rivelato la vicinanza con gli altri gufi del genere Bubo.

## Tassonomia

L'incisione Snowy Owl, Tavola 121 di The Birds of America da John James Audubon. Maschio (in alto) e femmina (in basso).

Il gufo delle nevi era una delle tante specie di uccelli originariamente descritte da Carlo Linneo nella sua fondamentale decima edizione del Systema Naturae del 1758, dove gli fu dato il nome binomiale Strix scandiaca. Il nome del genere Bubo è latino per "gufo cornuto" e scandiacus è neolatino per "della Scandinavia". Il precedente nome generico Nyctea deriva dal greco e significa "notte". Linneo originariamente descrisse i diversi piumaggi di questo gufo come specie separate, con gli esemplari maschi di gufo delle nevi considerati Strix scandiaca e le probabili femmine considerate Strix nyctea. Fino a poco tempo fa, il gufo delle nevi era considerato l'unico membro di un genere distinto, come Nyctea scandiaca, ma i dati della sequenza del citocromo b del mtDNA mostrano che è strettamente correlato ai gufi cornuti del genere Bubo e la specie è ora spesso considerata inclusiva di quel genere. Tuttavia, alcune autorità dibattono su questa classificazione, preferendo ancora Nyctea.
I test genetici hanno rivelato una composizione genetica ragionevolmente distinta per i gufi delle nevi, essendo circa l'8% geneticamente distinto dagli altri gufi Bubo, forse dando credito a coloro che considerano la specie separata sotto Nyctea. Tuttavia, un'origine condivisa abbastanza recente nella storia evolutiva è stata illustrata attraverso una combinazione di studio genetico e revisione fossile e c'è poco, a parte l'osteologia del tarsometatarso, per distinguere nettamente il gufo delle nevi da altre specie moderne come il gufo reale eurasiatico (Bubo bubo). I test genetici hanno indicato che il gufo delle nevi potrebbe essersi discostato da specie correlate circa 4 milioni di anni fa. Inoltre, ha determinato che la specie vivente geneticamente più strettamente correlata al gufo delle nevi è il gufo della Virginia (Bubo virginianus). Su scala più ampia, i gufi in generale sono stati determinati, attraverso il materiale genetico, come un gruppo altamente distinto, con gruppi apparentemente simili come i Caprimulgiformes che si sono rivelati per nulla strettamente correlati. All'interno dell'ordine dei gufi, i gufi tipici sono altamente divergenti dai barbagianni. Inoltre, il genere Bubo probabilmente si è raggruppato a un certo punto durante il processo evolutivo con altri gufi di grandi dimensioni, come Strix, Pulsatrix e Ciccaba, sulla base di ampie somiglianze nella loro voce, nei comportamenti riproduttivi (ad esempio posture di ululato) e un numero e una struttura simili di cromosomi e autosomi. Un certo numero, ma non tutti, dei gufi tipici esistenti sembrano essersi evoluti da un antico antenato comune condiviso con i gufi Bubo.
La storia fossile dei gufi delle nevi è abbastanza ben documentata nonostante una certa confusione iniziale su come distinguere la struttura scheletrica dei gufi delle nevi dai gufi reali. È stato determinato che il gufo delle nevi un tempo era distribuito molto più ampiamente e molto più a sud durante la glaciazione quaternaria quando gran parte dell'emisfero settentrionale era nel mezzo di un'era glaciale. I registri fossili mostrano che i gufi delle nevi un tempo potevano essere trovati in Austria, Azerbaigian, Cecoslovacchia, Inghilterra, Francia, Germania, Ungheria, Italia, Polonia, Sardegna e Spagna così come nelle Americhe a Capo Principe di Galles, Little Kiska Island, St. Lawrence Island e in Illinois. Nel tardo Pleistocene l'areale si espanse ancora di più verso sud fino alla Bulgaria (80.000-16.000 anni, grotta di Kozarnika, Bulgaria occidentale). e gran parte della penisola italiana.

## Descrizione
Il gufo delle nevi è prevalentemente bianco. È di un bianco più puro rispetto a mammiferi predatori come l'orso polare (Ursus maritimus) e la volpe artica (Vulpes lagopus). Spesso, quando visti sul campo, questi gufi possono assomigliare a una roccia pallida o a un grumo di neve sul terreno. Di solito sembrano privi di ciuffi auricolari, ma in alcune situazioni possono erigere ciuffi molto corti (e probabilmente vestigiali), forse più frequentemente dalla femmina quando è seduta sul nido. I ciuffi auricolari misurano circa 20-25 mm e sono costituiti da circa 10 piccole piume. Il gufo delle nevi ha occhi gialli brillanti. La testa è relativamente piccola e, anche per il meccanismo uditivo relativamente semplice adattato di un gufo Bubo, il disco facciale è poco profondo e l'orecchio è semplice. Un maschio presentava fessure auricolari di appena 21 mm × 14 mm a sinistra e 21 mm × 14,5 mm a destra.
Le femmine presentano quasi sempre un disegno più scuro rispetto ai maschi della stessa età. Nei maschi maturi, le parti superiori sono di un bianco uniforme con solitamente alcune macchie scure sui piccoli ciuffi auricolari, intorno alla testa e sulla punta di alcuni primari e secondari, mentre la parte inferiore è spesso di un bianco puro.

### Dimensioni
Il gufo delle nevi è un gufo molto grande. Sono il più grande predatore aviario dell'Alto Artico e uno dei gufi più grandi del mondo. I gufi delle nevi sono in media circa il sesto o settimo gufo vivente più pesante, circa il quinto più lungo e forse il terzo più lungo con le ali. Questa specie è il gufo con le ali più pesanti e lunghe (nonché il secondo più lungo) nel Nord America, il secondo gufo con le ali più pesanti e lunghe in Europa (e il terzo più lungo) ma è surclassato in termini di massa da 3 o 4 altre specie in Asia. Nonostante venga talvolta descritto come di dimensioni simili, il gufo delle nevi è leggermente più grande in tutti gli aspetti delle dimensioni medie rispetto al gufo della Virginia, mentre il gufo grigio (Strix nebulosa), che vive nella taiga in modo simile, è più lungo in lunghezza totale e di dimensioni simili in termini di misure standard, ma ha ali più corte ed è molto meno pesante del gufo delle nevi.
In Eurasia, il gufo reale eurasiatico è più grande in tutti gli standard di misure rispetto al gufo delle nevi, per non parlare di due specie aggiuntive, ciascuna proveniente dall'Africa e dall'Asia, che sono da leggermente a considerevolmente più pesanti in media del gufo delle nevi. Come la maggior parte dei rapaci, il gufo delle nevi mostra un dimorfismo sessuale inverso rispetto alla maggior parte degli uccelli non rapaci, in quanto le femmine sono più grandi dei maschi.

### Identificazione
Il gufo delle nevi è certamente uno dei gufi (o forse persino degli animali) più inconfondibili al mondo. Nessun'altra specie raggiunge il caratteristico colore bianco punteggiato di nero-marrone di questi uccelli, una colorazione che rende i loro occhi giallo brillante ancora più visibili, né possiede il loro piumaggio estremamente lungo. L'unico altro gufo che si riproduce nell'Alto Artico è il gufo dalle orecchie corte (Asio flammeus). Entrambe le specie vivono in zone aperte, hanno un areale sovrapposto e sono spesso avvistate di giorno, ma il gufo dalle orecchie corte è molto più piccolo e di colore più marrone chiaro o paglierino, con striature marroni sul petto. Persino i gufi dalle orecchie corte più chiari differiscono notevolmente e sono più scuri del gufo delle nevi; inoltre, il gufo dalle orecchie corte caccia più spesso in voli prolungati.
Gufi più simili, come il gufo reale eurasiatico e il gufo reale cornuto, raggiungono un aspetto piuttosto pallido, a volte imbiancato nelle loro razze più settentrionali.

### Voce
Il gufo delle nevi differisce nei suoi richiami dagli altri gufi Bubo, con una qualità molto più abbaiante nella loro versione di un canto urlante. Sono stati documentati forse fino a 15 richiami diversi da parte di gufi delle nevi maturi. La vocalizzazione principale è una sequenza monotona che normalmente contiene 2–6 (ma occasionalmente di più), note ruvide simili al ritmo di un cane che abbaia: krooh krooh krooh krooh... Il richiamo può concludersi con un enfatico aaoow, che ricorda in qualche modo il profondo richiamo di allarme di un grande gabbiano reale (Larus marinus).
I richiami di questa specie possono arrivare eccezionalmente lontano nell'aria rarefatta dell'Artico, sicuramente per più di 3 km, e forse anche fino a 10-11 km di distanza. La femmina ha un richiamo simile a quello del maschio, ma può essere più acuto e/o più gutturale, così come note singole che sono spesso bisillabiche, khuso. Si sa anche che le femmine di gufo delle nevi emettono cinguettii e note acute urlanti, simili a quelle dei nidiacei.

## Biologia

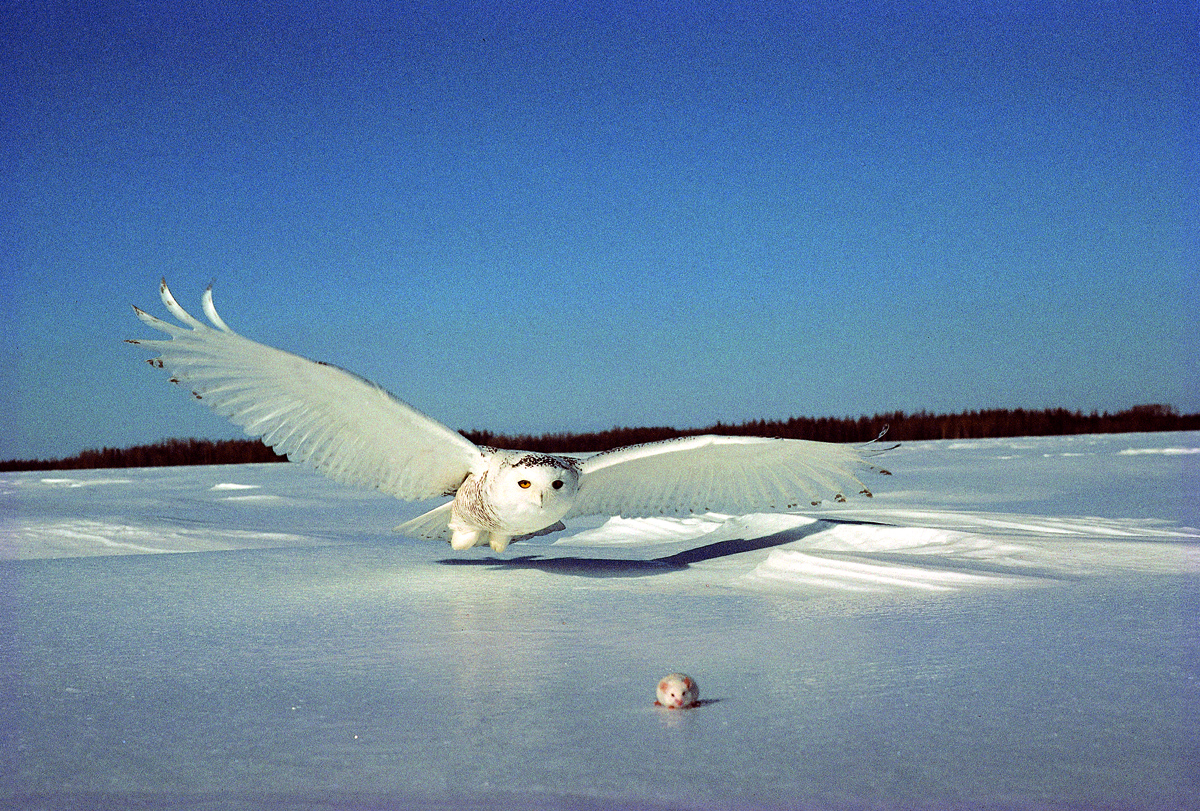
Un gufo delle nevi durante la caccia.

### Alimentazione
Si ciba di lemming, piccoli roditori e di arvicole; per cacciare è capace di restare immobile durante il volo in un punto preciso battendo velocemente le ali. Uccide le prede spezzando loro  la colonna vertebrale con gli artigli aguzzi che afferrano la preda più facilmente e con una velocità molto superiore a quella di un roditore.
Negli ultimi anni la rarefazione dei piccoli mammiferi ha costretto i gufi delle nevi a dedicarsi alla cattura di altri uccelli come anatre, uccelli pelagici e piccoli Passeriformi.

### Riproduzione

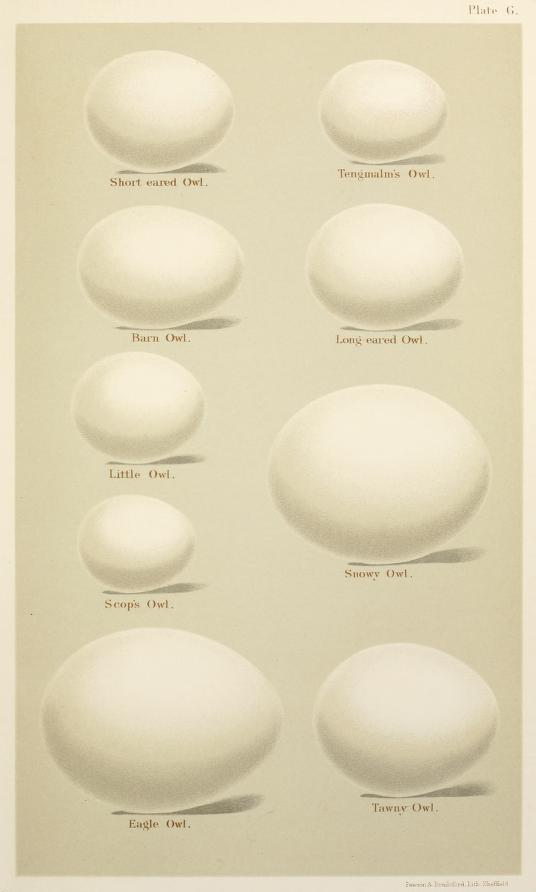
Un'illustrazione di 8 uova di specie di gufo europeo, con il gufo delle nevi al centro della riga di destra. Notare l'uovo molto più grande del gufo reale eurasiatico in basso.

La deposizione delle uova inizia normalmente all'inizio di maggio fino ai primi 10 giorni di giugno. Gli scongelamenti tardivi sono dannosi per loro poiché lasciano troppo poco tempo per il processo di riproduzione completo, con particolare importanza data alla buona scorta di cibo a maggio per gli adulti, apparentemente ancora di più rispetto alla scorta di cibo a luglio quando i giovani vengono nutriti. I nidi tardivi sono possibili casi di coppie inesperte, scarse scorte di cibo, bigamia o persino covate sostitutive. La covata è estremamente variabile in termini di dimensioni, con una media di circa 7-9, con fino a 15 o 16 uova registrate in casi estremi. Le dimensioni della covata sono molto grandi rispetto alle specie correlate. Le dimensioni medie della covata erano 7,5 in un campione di 24 nella baia di Hooper (intervallo di 5-11); 6,7 in un campione di sette da Utqiaġvik (4-9); 9 in un campione di un campione di 5 nell'isola di Baffin; 9,8 sull'isola di Victoria; 8,4 (su un campione di 14) sull'isola di Elsemere; 7,4 sull'isola di Wrangel e 7,74 nella Lapponia finlandese.

### Migrazione

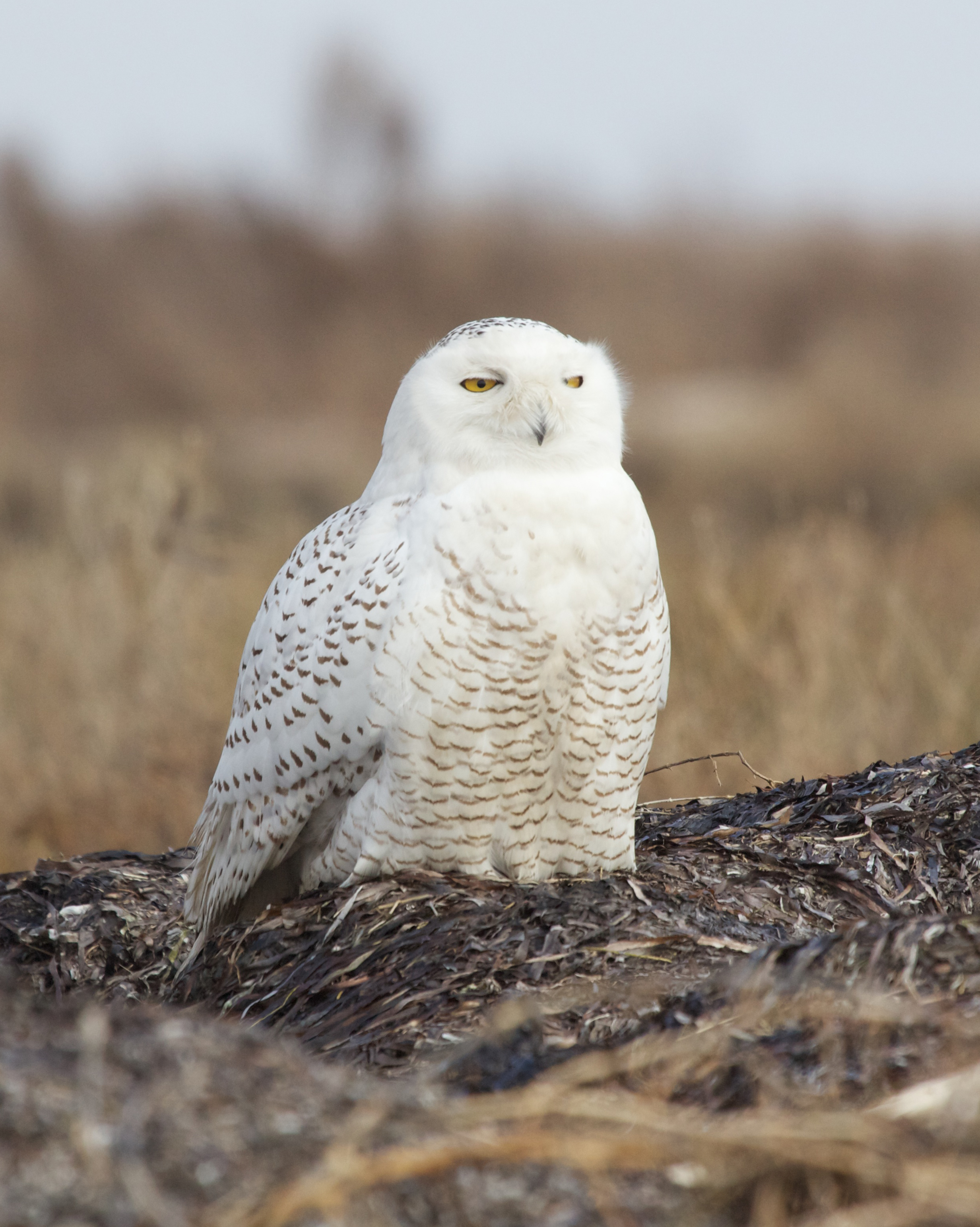
Di solito i gufi delle nevi sono svegli, attenti e spesso attivi durante il giorno.

È giusto dire che il gufo delle nevi è un migratore parziale, anche se abbastanza irregolare, con un areale di svernamento molto ampio ma irregolare. Gli uccelli del primo anno tendono a disperdersi più a sud in inverno rispetto ai gufi più anziani, con i maschi che svernano solitamente un po' più a sud rispetto alle femmine di età equivalente, le femmine adulte spesso svernano più a nord. Il gufo delle nevi probabilmente copre più terreno di quasi tutti gli altri gufi negli spostamenti, ma sono note molte complesse variazioni individuali negli spostamenti e spesso non prendono la tradizionale direzione nord-sud che si potrebbe supporre. I movimenti migratori sembrano essere un po' più comuni in America che in Asia. Uno studio sui gufi svernanti nella penisola di Kola ha determinato che la data media di arrivo dei gufi era il 10 novembre con una data di partenza il 13 aprile, coprendo una media di 991 km durante il periodo di svernamento e raggruppandosi dove le prede erano più concentrate.
Una certa varietà di movimenti è stata registrata ogni autunno e i gufi delle nevi svernano ogni anno nelle pianure della Siberia e della Mongolia e nelle praterie e nelle paludi del Canada. L'area delle Grandi Pianure del Canada meridionale ospita i gufi delle nevi svernanti circa da 2 a 10 volte più frequentemente rispetto ad altre aree del continente. È stata fatta una debole correlazione con gli individui che hanno un certo livello di fedeltà a determinati siti di svernamento. I gufi delle nevi svernanti, un totale di 419, registrati a Duluth, Minnesota dal 1974 al 2012 si sarebbero verificati in numero maggiore negli anni in cui i ratti erano più abbondanti. La quantità di ritorni individuali tra i 43 gufi svernanti di Duluth è stata abbastanza bassa negli inverni successivi (8 per 1 anno, una piccola manciata negli anni successivi e 9 in anni non consecutivi).
A volte i sondaggi sembravano rivelare centinaia di gufi delle nevi svernanti sul ghiaccio marino costiero durante un anno irruttivo. Tre nidi gemelli nati nello stesso nido nella baia di Cambridge sono stati recuperati in luoghi completamente diversi almeno un anno dopo: uno nell'Ontario orientale, uno nella baia di Hudson e uno nell'isola di Sakhalin.

## Distribuzione e habitat

### Area di riproduzione
Il gufo delle nevi si trova tipicamente nella regione circumpolare settentrionale, dove stabilisce la sua dimora estiva a nord della latitudine 60° nord, anche se a volte fino a 55 gradi nord. Tuttavia, è un uccello particolarmente nomade e poiché le fluttuazioni della popolazione nelle sue specie preda possono costringerlo a spostarsi, è noto che si riproduce a latitudini più meridionali. Sebbene l'areale di riproduzione totale comprenda poco più di 12.000.000 km², solo circa 1.300.000 km² hanno un'alta probabilità di riproduzione, ovvero di riproduzione a intervalli non superiori a 3-9 anni. I gufi delle nevi nidificano nella tundra artica delle zone più settentrionali dell'Alaska, del Canada settentrionale e della regione euro-siberiana.
Tra il 1967 e il 1975, i gufi delle nevi si sono riprodotti sulla remota isola di Fetlar nelle isole Shetland a nord della Scozia continentale, scoperta dal guardiano della Shetland RSPB, Bobby Tulloch.[83] Le femmine hanno trascorso l'estate fino al 1993, ma il loro status nelle isole britanniche è ora quello di un raro visitatore invernale delle Shetland, delle Ebridi Esterne e dei Cairngorms. I gufi delle nevi vagabondi sono stati occasionalmente trovati fino a sud del Lincolnshire. I registri più vecchi mostrano che i gufi delle nevi potrebbero essersi riprodotti in modo semi-regolare altrove nelle Shetland. Sono presenti nella Groenlandia settentrionale (principalmente nella terra di Peary) e, raramente in "parti isolate degli altopiani", in Islanda.

### Area di svernamento regolare
Durante i mesi invernali, molti gufi delle nevi lasciano l'Artico buio per migrare verso regioni più a sud. I limiti meridionali dell'area di svernamento regolare sono difficili da delineare data l'incoerenza delle apparenze a sud dell'Artico. Inoltre, non di rado, molti gufi delle nevi svernano da qualche parte nell'Artico durante l'inverno, anche se raramente sembrano farlo negli stessi siti in cui si sono riprodotti. A causa in gran parte della difficoltà e della pericolosità dell'osservazione per i biologi durante questi periodi difficili, ci sono dati molto limitati sullo svernamento dei gufi delle nevi nella tundra, incluso quanti ne si trovano, dove svernano e qual è la loro ecologia in questa stagione.
A volte si è ritenuto che l'areale di svernamento regolare includesse Islanda, Irlanda e Scozia e l'Eurasia settentrionale, come la Scandinavia meridionale, i Paesi Baltici, la Russia centrale, la Siberia sudoccidentale, Sachalin, la Kamchatka meridionale e, raramente, la Cina settentrionale e talvolta la Repubblica dell'Altaj.

### Area irruttiva
Si pensa che le grandi irruzioni invernali alle latitudini temperate siano dovute alle buone condizioni di riproduzione che determinano un numero maggiore di migranti giovani. Ciò determina che le irruzioni si verifichino più a sud rispetto al tipico areale del gufo delle nevi in alcuni anni. Sono state segnalate, così come in tutti gli stati settentrionali degli stati contigui, fino a sud come Georgia, Kentucky, Carolina del Sud, quasi tutta la costa del Golfo degli Stati Uniti, Colorado, Nevada, Texas, Utah, California e persino Hawaii.

### Habitat
I gufi delle nevi sono uno degli abitanti più noti della tundra artica aperta. Spesso, la terra nei luoghi di riproduzione dei gufi delle nevi è ricoperta di muschi, licheni e alcune rocce. Spesso la specie si trova preferibilmente in aree con una certa elevazione come collinette, collinette, creste, scogliere e affioramenti rocciosi. Alcune di queste elevazioni nella tundra sono create da depositi glaciali. Il terreno è solitamente piuttosto asciutto nella tundra, ma in alcune aree della tundra meridionale può anche essere piuttosto paludoso. Non di rado, utilizzeranno anche aree di habitat costiero vario, spesso piane di marea, come sito di riproduzione. I siti di riproduzione sono solitamente a basse altitudini, solitamente a meno di 300 m sul livello del mare, ma quando si riproducono a sud nelle montagne interne, come in Norvegia, possono nidificare fino a 1.000 m. Al di fuori della stagione riproduttiva, i gufi delle nevi possono occupare quasi ogni paesaggio aperto.
In genere i siti di svernamento sono piuttosto spazzati dal vento con scarsa copertura. Queste aree aperte possono includere dune costiere, altri punti costieri, rive di laghi, isole, brughiere, steppe, prati, praterie, altre praterie estese e aree piuttosto arbustive del subartico. Questi possono essere favoriti a causa della loro vaga somiglianza con la piatta apertura della tundra.

## Longevità
Il gufo delle nevi può vivere una lunga vita per un uccello. I registri mostrano che i gufi delle nevi più anziani in cattività possono vivere fino a 25 o anche 30 anni di età. La durata di vita tipica raggiunge probabilmente circa 10 anni in natura. La durata di vita più lunga conosciuta in natura è stata quella di un gufo delle nevi inizialmente inanellato (probabilmente nel suo primo inverno) nel Massachusetts e recuperato morto nel Montana 23 anni e 10 mesi dopo. Il tasso di sopravvivenza annuale per dodici femmine sull'isola di Bylot è stato stimato intorno all'85-92,3%.
Si dice spesso che i gufi delle nevi morissero spesso di fame, con resoconti storici che affermano che "dovevano" lasciare i loro luoghi di riproduzione a causa degli "schianti" dei lemming, ma sarebbero morti di fame a sud. Tuttavia, è stato dimostrato abbastanza presto che i gufi delle nevi spesso sopravvivono durante tutto l'inverno. Ciò è in qualche modo rafforzato da piccoli studi di tracciamento radio e di inanellamento di gufi delle nevi nelle Grandi Pianure settentrionali e nelle valli intermontane degli Stati Uniti nord-occidentali. Prove più circostanziali mostrano una mancanza di fame anche nella parte orientale del Nord America.
Ci sono prove che alcuni adulti sono noti per tornare nelle stesse aree di svernamento negli anni successivi, aree che sono molto a sud del loro areale di riproduzione. All'aeroporto di Logan, la maggior parte dei gufi delle nevi che vengono visti sembrano essere in buone condizioni. Dei 71 gufi delle nevi morti trovati in inverno nelle Grandi Pianure settentrionali, l'86% è morto per traumi assortiti, tra cui collisioni con automobili e altri oggetti, solitamente artificiali, nonché elettrocuzioni e sparatorie.

## Nella cultura di massa
Nei film della saga Harry Potter, l'uccello di nome Edvige appartenente al protagonista è comunemente definita civetta, ma è in realtà un gufo delle nevi femmina (interpretata da un gufo maschio).